# Wangjiagou
Wangjiagou (kinesiska: 王家沟, 王家沟乡) är en socken i Kina. Den ligger i provinsen Shanxi, i den norra delen av landet, omkring 150 kilometer väster om provinshuvudstaden Taiyuan. Antalet invånare är 12 355. Befolkningen består av 5 385 kvinnor och 6 970 män. Barn under 15 år utgör 19,0 %, vuxna 15-64 år 72 %, och äldre över 65 år 7,0 %.
Genomsnittlig årsnederbörd är 753 millimeter. Den regnigaste månaden är juli, med i genomsnitt 255 mm nederbörd, och den torraste är december, med 3 mm nederbörd.